# مايك ديفيس (لاعب كرة قدم أمريكية أمريكي)
مايك ديفيس (بالإنجليزية: Mike Davis)‏ هو لاعب كرة قدم أمريكية أمريكي، ولد في 11 مايو 1992 في دالاس في الولايات المتحدة.